# Columbus Nova
Columbus Nova é uma empresa de investimentos fundada em 2000 e centrada na cidade de Nova York. Desde 2015, suas pessoas-chave são o CEO Andrew Intrater, Sênior e Sócio-diretor Jason Epstein. A empresa é um multi-estratégia de investimento em empresa com 200 a 300 milhões de dólares de ativos dos fundos próprios e subsidiárias de empresas do portfólio, incluindo, Fiverr e Rhapsody.
Em 17 de setembro de 2013, o serviço de música online Rhapsody Internacional anunciou que iria aceitar um "significativo" investimento de uma quantidade não revelada da Columbus Nova Technology Partners. Ao mesmo tempo, foi anunciado que o Rhapsody, presidente Jon Irwin iria renunciar e que a empresa iria demitir alguns de seus trabalhadores.
Ex-Senior Managing Partner Jason Epstein também possui Daybreak Game Company, Harmonix, os criadores do Guitar Hero, a quem ele comprou da Viacom , em dezembro de 2010.
Em 2017, foi relatado que Andrew Intrater doou $285,000 para a posse de fundo de Donald Trump.